# Bisó americà
El bisó americà (Bison bison) és una espècie de bòvid de l'Amèrica del Nord. Es tracta del mamífer terrestre més gros del continent. Se'l coneix també com a búfal americà o simplement búfal, una denominació que no té en català, donat que són animals diferents.
Actualment, se'n reconeixen dues subespècies: el bisó americà de les planes (B. b. bison) i el bisó americà boscà (B. b. athabascae).

## Característiques

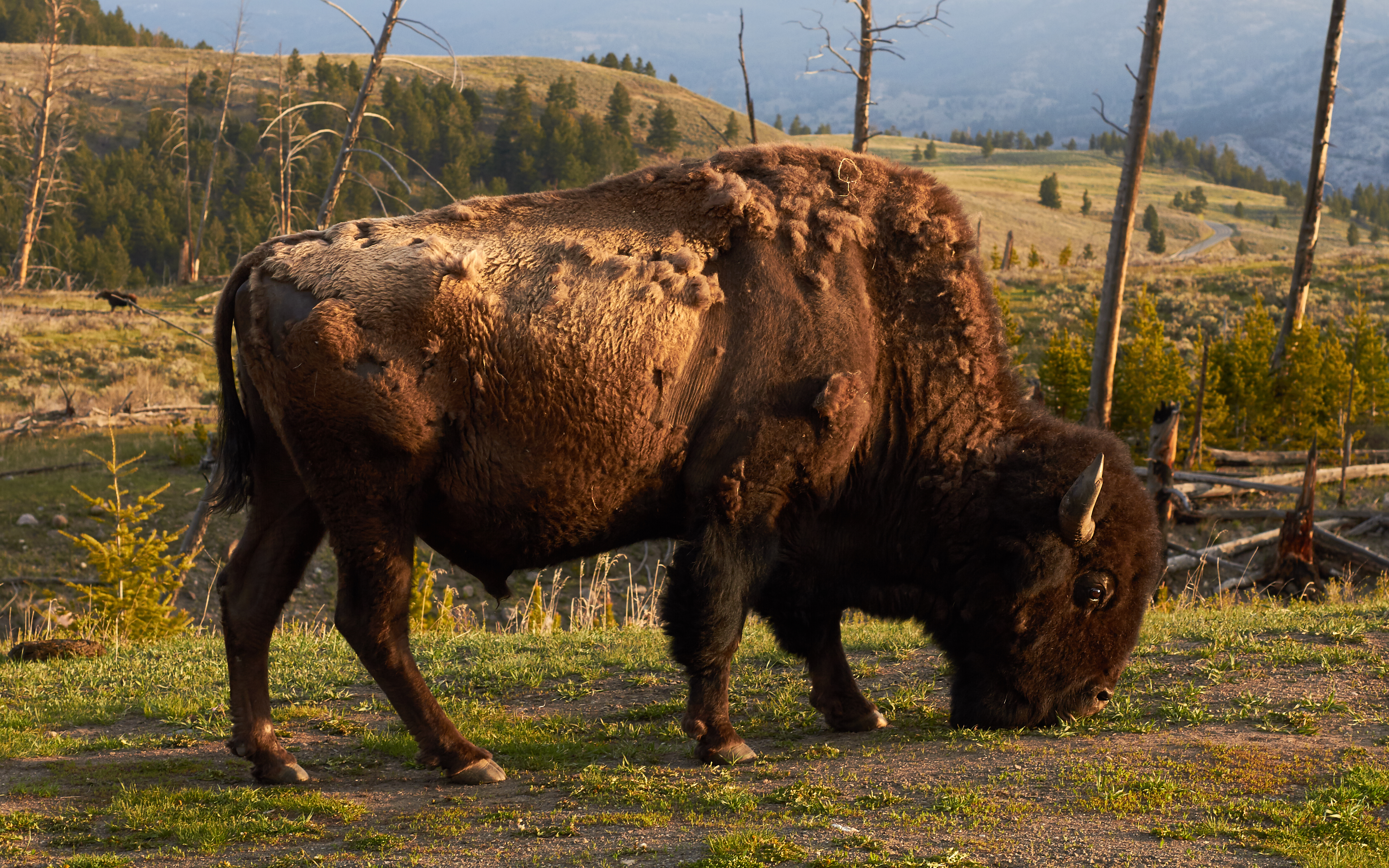
Bisó americà

El bisó americà és un animal herbívor amb un pelatge de color marró fosc durant l'hivern, i un pelatge més fi i de color marró clar durant l'estiu. Poden arribar a mesurar entre 1,5 i 2 metres d'alçada, gairebé 3 metres de longitud i poden arribar a pesar fins a 1.000 kg, sent així el mamífer terrestre més gran de l'Amèrica del Nord. Les femelles sempre són més petites que els mascles.
Tant els mascles com les femelles tenen unes petites banyes corbades que utilitzen tant per lluitar com per defensar-se.

## Reproducció
El bisó americà s'aparella durant els mesos d'agost i setembre. El període de gestació de les femelles dura entre 260 i 280 dies i donen a llum una sola cria que crien durant un any. Arriben a la maduresa al cap de 3 anys de vida. Tenen una esperança de vida d'entre 18 i 22 anys.

## Història
Històricament, el bisó americà habitava les grans planes de l'Amèrica del Nord, des del nord de Mèxic fins a gairebé el Canadà. Fins al segle xvii, el bisó americà corria lliurement per les planes de l'Amèrica del Nord sent venerat i caçat per les tribus natives del continent. A partir de l'arribada dels anglesos al continent, el bisó americà començà a ser caçat de forma massiva a causa de l'alt preu de la seva pell, que propicià la matança d'aquests animals. Aquesta caça massiva provocà que l'any 1890 només en quedessin uns 750 individus, quan abans de l'arribada dels europeus s'estima que n'hi havia entre 60 i 100 milions. Actualment, la població de bisons americans és d'uns 350.000 individus. L'any 2009, el govern dels Estats Units en donà al govern mexicà uns 20 per la seva reintroducció a les regions protegides del nord de Mèxic.